# Protorhabditis xylocola
Protorhabditis xylocola är en rundmaskart. Protorhabditis xylocola ingår i släktet Protorhabditis och familjen Rhabditidae. Inga underarter finns listade i Catalogue of Life.